# Николай Матрачийски
Николай Матрачийски е български клиросен певец, музикант и духовник, известен със своята дейност в областта на църковната музика.

## Биография
Николай Матрачийски е роден в село Костенец, област София. На петгодишна възраст, по време на водосвет в бащината му къща, местен свещеник забелязва музикалния му талант и насочва родителите му към обучение в училище по изкуствата. Завършва Училище по изкуствата „Георги Брегов“ в град Пазарджик със специалност акордеон, а впоследствие се дипломира в Академията за музикално, театрално и изобразително изкуство (АМТИИ) в Пловдив със специалност народно пеене.
През 2013 г. започва да пее клиросно в храм „Свети Архангел Михаил“ в село Костенец. От 2013 г. до 2020 г. взема участие в богослуженията в катедралния храм „Успение Богородично“ в Пловдив. През 2014 г. е подстриган за иподякон от Пловдивския митрополит Николай.
От 2015 г. служи като клиросен певец в храм „Свети Николай Мирликийски Чудотворец“ в квартал Христо Смирненски, Пловдив. Участва и в смесен хор „Гаудеамус“ при АМТИИ, ръководен от доц. д-р Весела Гелева.

## Кончина и възпоменание
На 16 април 2021 г. Николай Матрачийски умира в болницата „Св. Пантелеймон“ в квартал Кючук Париж, Пловдив, след усложнения от коронавирус. На 15 април е интубиран, а на следващия ден почива. Погребан е в родното си село Костенец.
След смъртта му много вярващи и познати изразяват съболезнования и го описват като отдаден служител на църквата и талантлив певец. Въпреки младата си възраст, оставя трайна следа в духовния и музикалния живот на общността.